# Saint-Nabord-sur-Aube
 Saint-Nabord-sur-Aube  es una población y comuna francesa, en la región de Champaña-Ardenas, departamento de Aube, en el distrito de Troyes y cantón de Ramerupt.

## Demografía
| 89 | 85 | 100 | 96 | 131 | 122 |
| Para los censos de 1962 a 1999 la población legal corresponde a la población sin duplicidades (Fuente: INSEE [Consultar]) |    |     |    |     |     |